# Musschia
Musschia es un género de plantas  perteneciente a la familia Campanulaceae. Contiene tres especies.

## Taxonomía
El género fue descrito por Barthélemy Charles Joseph Dumortier y publicado en Commentationes Botanicae 28. 1822. La especie tipo es: Musschia aurea Dum.

## Especies aceptadas
A continuación se brinda un listado de las especies del género Musschia aceptadas hasta octubre de 2013, ordenadas alfabéticamente. Para cada una se indica el nombre binomial seguido del autor, abreviado según las convenciones y usos.
- Musschia aurea Dum.
- Musschia isambertoi M.Seq., R.Jardim, Magda Silva & L.Carvalho
- Musschia wollastonii Lowe